# تيناريوين
تيناريوين (تعني في اللغة الطارقية الصحاري والمفرد «تنيري» الصحراء)  مجموعة موسيقية من طوارق أزواد، تعتبر من أوائل المجموعات التي طورت البلوز الأفريقي مستعملة آلات عصرية، منذ عام 2001 م صدرت لهم العديد من الألبومات، وبرزوا عالميا خصوصا بعد ظهورهم في مهرجان الصحراء في أزواد تين إيسكاو عام 2001 م. وقد فاز ألبوم الفرقة تاسيلي بجائزة غرامي 2011 م كأفضل ألبوم في العالم.

## أعضاء الفرقة

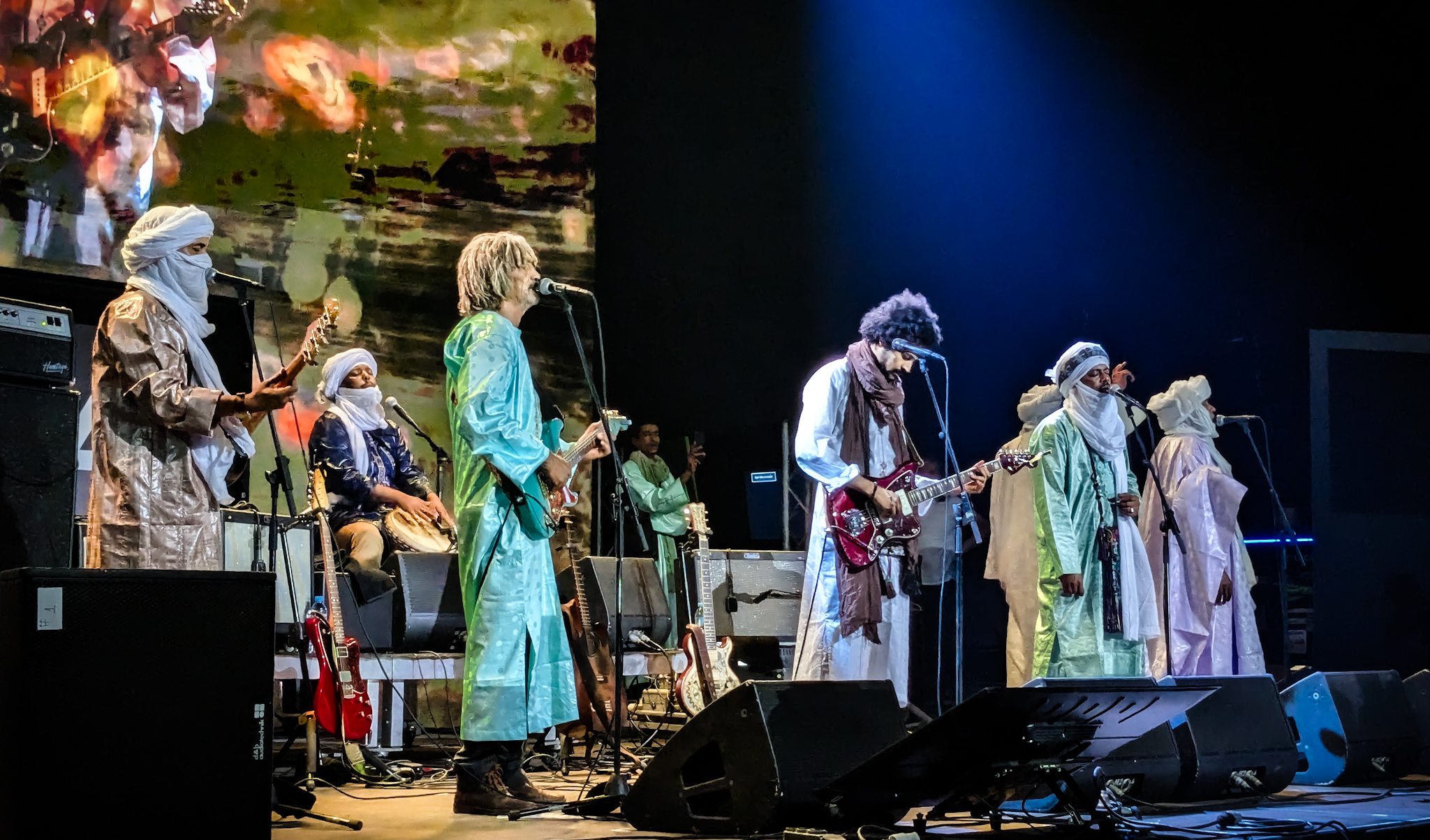
حفل موسيقي لفرقة تيناريوين في الجزائر العاصمة 2024

الأعضاء المؤسسون لفرقة تيناريوين في الثمانينات، هم إبراهيم أغ الحبيب، وعبد الله أغ الحوسينين، والحسن أغ التهامي (عازفون ومغنون). وقد انضم لهم فيما بعد جيل جديد من الشباب في التسعينات، يضم كل من أيادو أغ ليشو (عازف)، وإيلاجا أغ حامد (عازف)، وسعيد أغ أياد (قارع طبل).

## تاريخ الفرقة
قصة فرقة تيناريوين أشبه بالأسطورة، فالعضو المؤسس للفرقة إبراهيم أغ الحبيب كبر وشب في مأساة في مالي، عندما شهد وفاة أبيه وهو في الرابعة من عمره. لاحقا بعد مشاهدته فيلم غربي، صنع إبراهيم غيتارته الأولى من أسلاك معدنية لدراجة، وقضيب، وعلبة صفيح. تأسست الفرقة في ثمانينات القرن الماضي في معسكرات الطوارق في ليبيا، عندما نزح آلاف من الطوارق من شمال مالي إبان ثورة كيدال هروبا بحياتهم وبحثا عن عمل وحياة جديدة بعيدا عن بطش الحكومة المالية. كانت خيبة الأمل من وعود القذافي، فأصبح الطوارق ثائرين وتواقين للعودة إلى الوطن. لكن التفاعل مع حياة المدينة أثمر نتائج غير متوقعة، حيث أن استماع أعضاء الفرقة للموسيقى الغربية خصوصا الأغاني بقيتارة جيمي هندريكس، والبلوز الأمريكي الذي مزجته تيناريوين بألحانها الحزينة العاطفية. وكان أعضاء الفرقة يؤدون أغانيهم في المعسكر. عندما اندلعت الثورة مجددا في شمال مالي، غادروا ليبيا، وعلقوا قيتاراتهم، وحملوا أسلحتهم للقتال من أجل استقلال الطوارق. عادت الفرقة إلى الموسيقى وأداء الأغاني المشبعة بالجمال والألم، والشعر ذو الوحشة. موسيقاهم كانت رائجة في أنحاء المنطقة، مما اكسبهم متابعين مخلصين. ثم في أواخر التسعينات اكتشفهم موسيقيون غربيون، وللمرة الأولى أغانيهم غادرت الصحراء، وقدمت للعالم. في السنوات العشر التالية، جابوا العالم، صادحين بأغانيهم تقريبا في كل مهرجان بارز يقام حول العالم.

## الجوائز
- جائزة غرامي لأفضل ألبوم في العالم 2011 م على ألبوم تاسيلي.[3]
- جائزة سونغ لاينز لأفضل فرقة عام 2012 م على ألبوم تاسيلي.[4]

## ألبومات
- راديو تيسداس (2001).
- أماساكول (2004).
- أمان إيمان (2007).
- إميديوان (2009).
- تاسيلي (2011).
- (EMMAAR (2014.
- (JOSHUA TREE ACOUSTIC SESSIONS (2014.

- (2015)OUKIS N’ASUF.
- (elwan(2017.
- (amadjar(2019.

## وصلات خارجية
- تيناريوين على موقع الموسوعة البريطانية (الإنجليزية)
- تيناريوين على موقع ميوزك برينز (الإنجليزية)
- تيناريوين على موقع رولينغ ستون (الإنجليزية)
- تيناريوين على موقع أول ميوزيك (الإنجليزية)
- تيناريوين على موقع ديسكوغز (الإنجليزية)

- موقع تيناروين الرسمي